# 小行星15789
小行星15789（1993 SC）是一顆屬於冥族小天體的外海王星天體。它于1993年由拉帕爾馬天文臺的牛頓望遠鏡發現。

## 外部連結
- IAU minor planet lists
- Grundy, W. M.; Noll, K. S.; Stephens, D. C. "Diverse albedos of small trans-neptunian objects."  Icarus, Volume 176, Issue 1, p. 184-191 (07/2005) Abstract （页面存档备份，存于）
- http://www.johnstonsarchive.net/astro/tnoslist.html （页面存档备份，存于）

| 前一小行星： (15788) 1993 SB | 小行星列表 | 後一小行星： 15790 Keizan |